# Panisopus gorhami
Panisopus gorhami är en kvalsterart som först beskrevs av Herbert Habeeb 1954.  Panisopus gorhami ingår i släktet Panisopus och familjen Thyasidae. Inga underarter finns listade i Catalogue of Life.